# Hans Czugczk
Hans Czugczk (auch Hannus Czugczig, Czugczyk, Czuczk, Czutczk) war ein im 15. Jahrhundert amtierender Dresdner Ratsherr und Bürgermeister.
Die Familie gehörte im 15. Jahrhundert zu den einflussreichen Geschlechtern, welche größeren Grundbesitz in umliegenden Orten hatte und meist im Tuchhandel tätig war. In Dresden besaß sie bis 1502 ein Haus am Altmarkt / Ecke Scheffelgasse.
1399 gehörte Hans Czugczk erstmals dem Dresdner Rat an. 1412 war er Besitzer des Vorwerks Heilsberg (in Hainsberg, heute Ortsteil von Freital). 1404 ist er erstmals als Bürgermeister erwähnt. Dieses Amt hatte er erneut in den Jahren 1407, 1411, 1416, 1419, 1423, 1428, 1432 und 1435 inne. 1436 wird er letztmals unter den Dresdner Ratsherren genannt. Sein Nachfolger war ab 1437 Peter Czuczgke, der bis zum Verkauf im Jahr 1444 das Dorf Kesselsdorf als Lehen besaß.